# Milítsa
Milítsa (Militsa) är en ort i Grekland.   Den ligger i prefekturen Nomós Kastoriás och regionen Västra Makedonien, i den norra delen av landet, 300 km nordväst om huvudstaden Aten. Milítsa ligger 646 meter över havet och antalet invånare är 371.
Terrängen runt Milítsa är huvudsakligen kuperad, men västerut är den platt. Runt Milítsa är det ganska glesbefolkat, med 23 invånare per kvadratkilometer. Närmaste större samhälle är Árgos Orestikó, 6,0 km väster om Milítsa. Trakten runt Milítsa består till största delen av jordbruksmark.